# 24 Horas de Le Mans de 2012
As 24 Horas de Le Mans de 2012 foi o 80º grande prêmio das 24 Horas de Le Mans, tendo acontecido nos dias 16 e 17 de junho de 2012 no Circuit de la Sarthe, em Le Mans, na França, organizada pela Automobile Club de l'Ouest (ACO).  
A prova foi assistida por 240 mil espectadores. O evento ficou marcado pela saída da equipe Peugeot em uma decisão tomada pelo grupo PSA Peugeot Citroën como enfrentamento de um ambiente econômico instável, mantendo o foco apenas na produção comercial de automóveis  . A ausência da equipe francesa contracenou com o retorno da montadora japonesa Toyota às 24 Horas de Le Mans, em que havia competido pela última vez na edição de 1999 .  
A prova foi vencida pela montadora alemã Audi, no R18 e-tron quattro n°1 de André Lotterer, Marcel Fässler and Benoît Tréluyer. 

## Resultados Finais[6]

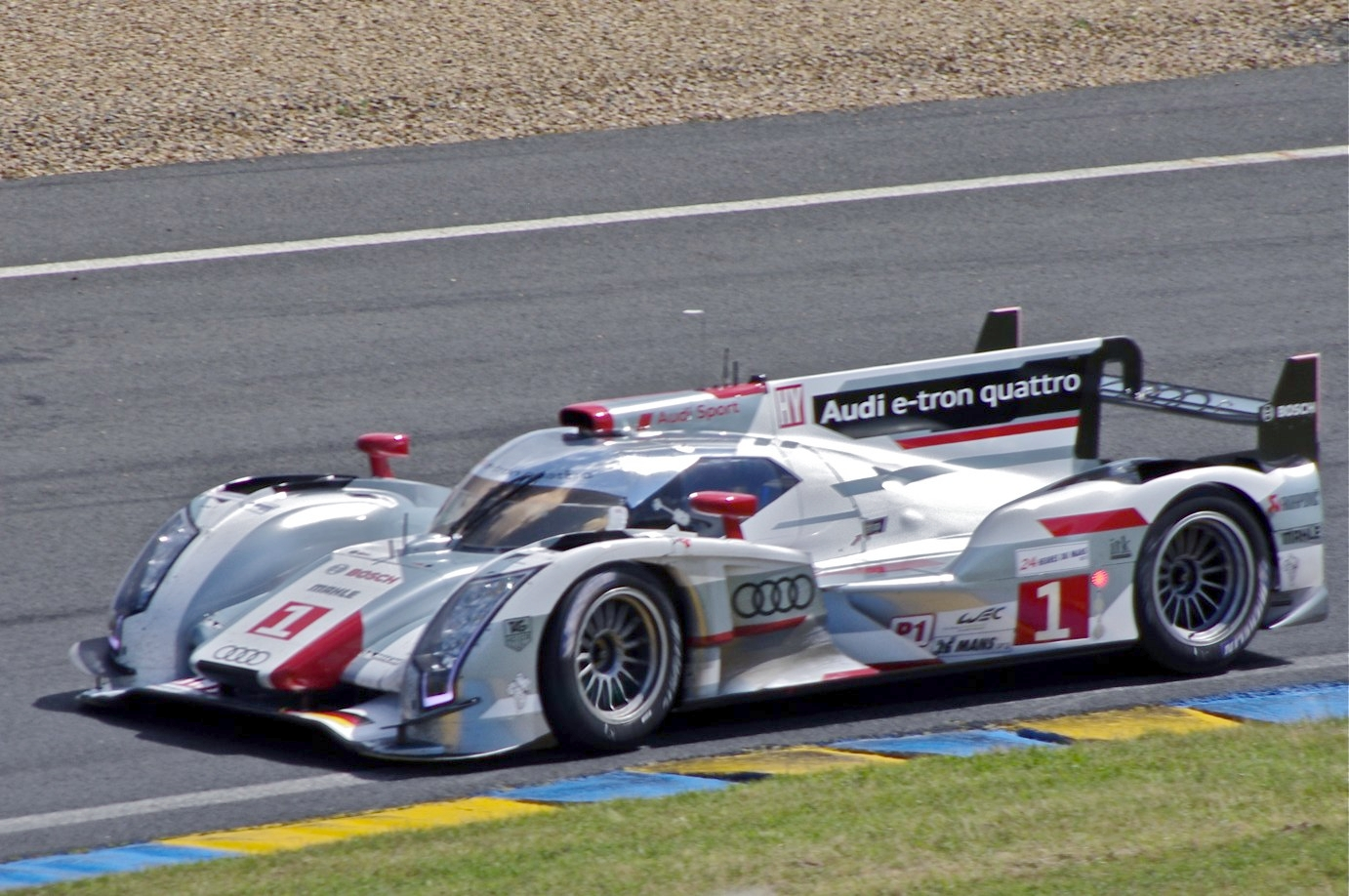
1. 1 Audi R18 e-tron quattro

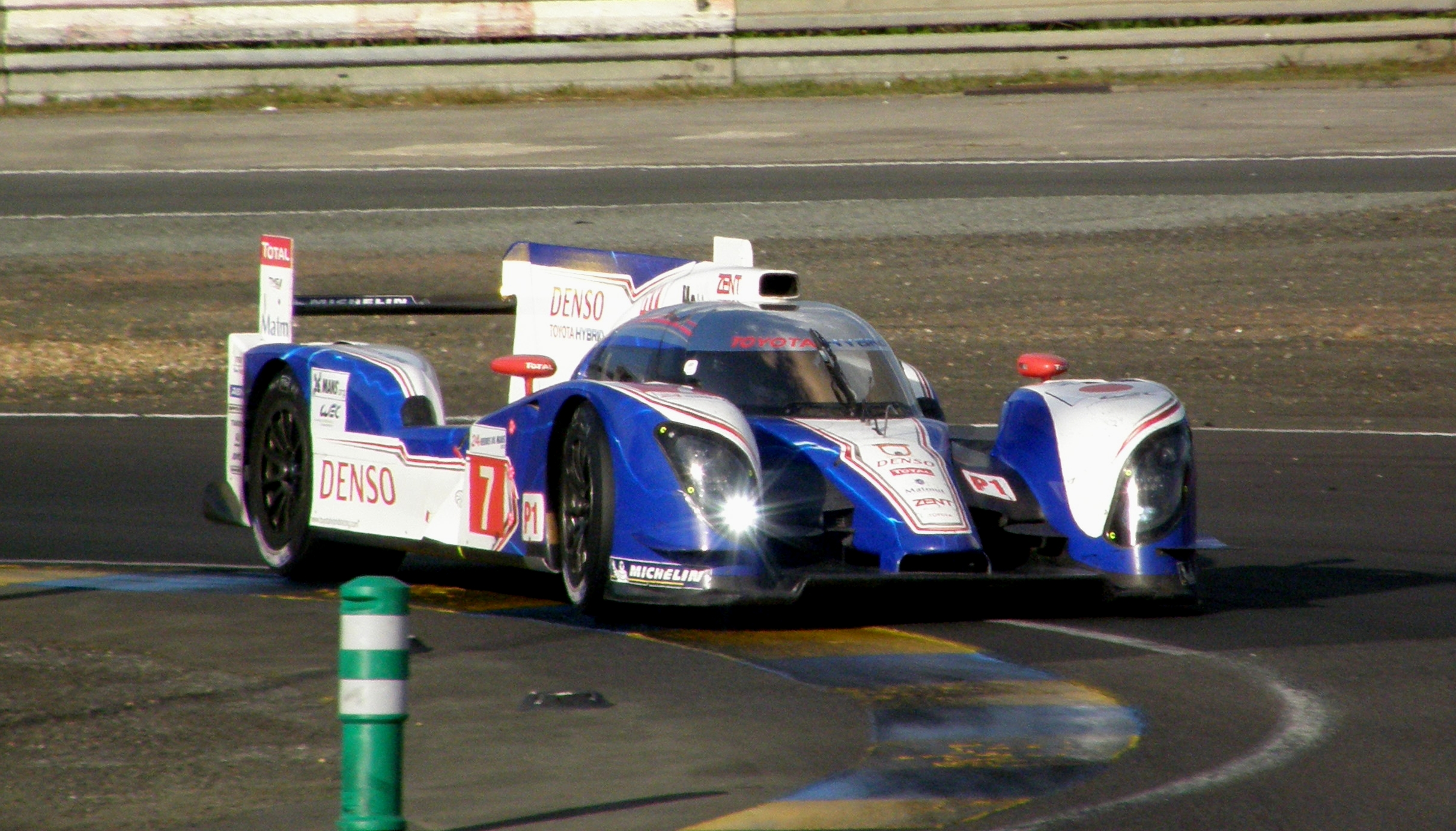
1. 7 Toyota TS030

Vencedores de cada classe estão marcados em negrito.
| Pos                                                                   | Classe Pos. | Nº | Equipe                    | Pilotos                                              | Chassis                                 | Pneus | Voltas |
| Pos                                                                   | Classe Pos. | Nº | Equipe                    | Pilotos                                              | Motor                                   | Pneus | Voltas |
| --------------------------------------------------------------------- | ----------- | -- | ------------------------- | ---------------------------------------------------- | --------------------------------------- | ----- | ------ |
| 1                                                                     | LMP1        | 1  | Audi Sport Team Joest     | André Lotterer Marcel Fässler Benoît Tréluyer        | Audi R18 e-tron quattro                 | M     | 378    |
| 1                                                                     | LMP1        | 1  | Audi Sport Team Joest     | André Lotterer Marcel Fässler Benoît Tréluyer        | Audi TDI 3.7 L Turbo V6 (Hybrid Diesel) | M     | 378    |
| 2                                                                     | LMP1        | 2  | Audi Sport Team Joest     | Allan McNish Rinaldo Capello Tom Kristensen          | Audi R18 e-tron quattro                 | M     | 377    |
| 2                                                                     | LMP1        | 2  | Audi Sport Team Joest     | Allan McNish Rinaldo Capello Tom Kristensen          | Audi TDI 3.7 L Turbo V6 (Hybrid Diesel) | M     | 377    |
| 3                                                                     | LMP1        | 4  | Audi Sport North America  | Oliver Jarvis Marco Bonanomi Mike Rockenfeller       | Audi R18 ultra                          | M     | 375    |
| 3                                                                     | LMP1        | 4  | Audi Sport North America  | Oliver Jarvis Marco Bonanomi Mike Rockenfeller       | Audi TDI 3.7 L Turbo V6 (Diesel)        | M     | 375    |
| 4                                                                     | LMP1        | 12 | Rebellion Racing          | Nicolas Prost Nick Heidfeld Neel Jani                | Lola B12/60                             | M     | 367    |
| 4                                                                     | LMP1        | 12 | Rebellion Racing          | Nicolas Prost Nick Heidfeld Neel Jani                | Toyota RV8KLM 3.4 L V8                  | M     | 367    |
| 5                                                                     | LMP1        | 3  | Audi Sport Team Joest     | Marc Gené Romain Dumas Loïc Duval                    | Audi R18 ultra                          | M     | 366    |
| 5                                                                     | LMP1        | 3  | Audi Sport Team Joest     | Marc Gené Romain Dumas Loïc Duval                    | Audi TDI 3.7 L Turbo V6 (Diesel)        | M     | 366    |
| 6                                                                     | LMP1        | 22 | JRM                       | David Brabham Peter Dumbreck Karun Chandhok          | HPD ARX-03a                             | M     | 357    |
| 6                                                                     | LMP1        | 22 | JRM                       | David Brabham Peter Dumbreck Karun Chandhok          | Honda LM-V8 3.4 L V8                    | M     | 357    |
| 7                                                                     | LMP2        | 44 | Starworks Motorsport      | Enzo Potolicchio Ryan Dalziel Tom Kimber-Smith       | HPD ARX-03b                             | D     | 354    |
| 7                                                                     | LMP2        | 44 | Starworks Motorsport      | Enzo Potolicchio Ryan Dalziel Tom Kimber-Smith       | Honda HR28TT 2.8 L Turbo V6             | D     | 354    |
| 8                                                                     | LMP2        | 46 | Thiriet by TDS Racing     | Pierre Thiriet Mathias Beche Christophe Tinseau      | Oreca 03                                | D     | 353    |
| 8                                                                     | LMP2        | 46 | Thiriet by TDS Racing     | Pierre Thiriet Mathias Beche Christophe Tinseau      | Nissan VK45DE 4.5 L V8                  | D     | 353    |
| 9                                                                     | LMP2        | 49 | Pecom Racing              | Luís Pérez Companc Pierre Kaffer Soheil Ayari        | Oreca 03                                | D     | 352    |
| 9                                                                     | LMP2        | 49 | Pecom Racing              | Luís Pérez Companc Pierre Kaffer Soheil Ayari        | Nissan VK45DE 4.5 L V8                  | D     | 352    |
| 10                                                                    | LMP2        | 26 | Signatech-Nissan          | Pierre Ragues Nelson Panciatici Roman Rusinov        | Oreca 03                                | D     | 351    |
| 10                                                                    | LMP2        | 26 | Signatech-Nissan          | Pierre Ragues Nelson Panciatici Roman Rusinov        | Nissan VK45DE 4.5 L V8                  | D     | 351    |
| 11                                                                    | LMP1        | 13 | Rebellion Racing          | Andrea Belicchi Jeroen Bleekemolen Harold Primat     | Lola B12/60                             | M     | 350    |
| 11                                                                    | LMP1        | 13 | Rebellion Racing          | Andrea Belicchi Jeroen Bleekemolen Harold Primat     | Toyota RV8KLM 3.4 L V8                  | M     | 350    |
| 12                                                                    | LMP2        | 41 | Greaves Motorsport        | Christian Zugel Elton Julian Ricardo González        | Zytek Z11SN                             | D     | 348    |
| 12                                                                    | LMP2        | 41 | Greaves Motorsport        | Christian Zugel Elton Julian Ricardo González        | Nissan VK45DE 4.5 L V8                  | D     | 348    |
| 13                                                                    | LMP2        | 25 | ADR-Delta                 | John Martin Tor Graves Jan Charouz                   | Oreca 03                                | D     | 346    |
| 13                                                                    | LMP2        | 25 | ADR-Delta                 | John Martin Tor Graves Jan Charouz                   | Nissan VK45DE 4.5 L V8                  | D     | 346    |
| 14                                                                    | LMP2        | 35 | OAK Racing                | David Heinemeier Hansson Bas Leinders Maxime Martin  | Morgan LMP2                             | D     | 341    |
| 14                                                                    | LMP2        | 35 | OAK Racing                | David Heinemeier Hansson Bas Leinders Maxime Martin  | Nissan VK45DE 4.5 L V8                  | D     | 341    |
| 15                                                                    | LMP2        | 42 | Greaves Motorsport        | Alex Brundle Martin Brundle Lucas Ordóñez            | Zytek Z11SN                             | D     | 340    |
| 15                                                                    | LMP2        | 42 | Greaves Motorsport        | Alex Brundle Martin Brundle Lucas Ordóñez            | Nissan VK45DE 4.5 L V8                  | D     | 340    |
| 16                                                                    | LMP2        | 23 | Signatech-Nissan          | Jordan Tresson Franck Mailleux Olivier Lombard       | Oreca 03                                | D     | 340    |
| 16                                                                    | LMP2        | 23 | Signatech-Nissan          | Jordan Tresson Franck Mailleux Olivier Lombard       | Nissan VK45DE 4.5 L V8                  | D     | 340    |
| 17                                                                    | LMGTE Pro   | 51 | AF Corse                  | Giancarlo Fisichella Gianmaria Bruni Toni Vilander   | Ferrari 458 Italia GT2                  | M     | 336    |
| 17                                                                    | LMGTE Pro   | 51 | AF Corse                  | Giancarlo Fisichella Gianmaria Bruni Toni Vilander   | Ferrari 4.5 L V8                        | M     | 336    |
| 18                                                                    | LMGTE Pro   | 59 | Luxury Racing             | Frédéric Makowiecki Jaime Melo Dominik Farnbacher    | Ferrari 458 Italia GT2                  | M     | 333    |
| 18                                                                    | LMGTE Pro   | 59 | Luxury Racing             | Frédéric Makowiecki Jaime Melo Dominik Farnbacher    | Ferrari 4.5 L V8                        | M     | 333    |
| 19                                                                    | LMGTE Pro   | 97 | Aston Martin Racing       | Stefan Mücke Adrián Fernández Darren Turner          | Aston Martin Vantage GTE                | M     | 332    |
| 19                                                                    | LMGTE Pro   | 97 | Aston Martin Racing       | Stefan Mücke Adrián Fernández Darren Turner          | Aston Martin 4.5 L V8                   | M     | 332    |
| 20                                                                    | LMGTE Am    | 50 | Larbre Compétition        | Patrick Bornhauser Julien Canal Pedro Lamy           | Chevrolet Corvette C6.R                 | M     | 329    |
| 20                                                                    | LMGTE Am    | 50 | Larbre Compétition        | Patrick Bornhauser Julien Canal Pedro Lamy           | Chevrolet 5.5 L V8                      | M     | 329    |
| 21                                                                    | LMGTE Am    | 67 | IMSA Performance Matmut   | Anthony Pons Nicolas Armindo Raymond Narac           | Porsche 997 GT3-RSR                     | M     | 328    |
| 21                                                                    | LMGTE Am    | 67 | IMSA Performance Matmut   | Anthony Pons Nicolas Armindo Raymond Narac           | Porsche 4.0 L Flat-6                    | M     | 328    |
| 22                                                                    | LMGTE Pro   | 71 | AF Corse                  | Andrea Bertolini Olivier Beretta Marco Cioci         | Ferrari 458 Italia GT2                  | M     | 326    |
| 22                                                                    | LMGTE Pro   | 71 | AF Corse                  | Andrea Bertolini Olivier Beretta Marco Cioci         | Ferrari 4.5 L V8                        | M     | 326    |
| 23                                                                    | LMGTE Pro   | 73 | Corvette Racing           | Antonio García Jan Magnussen Jordan Taylor           | Chevrolet Corvette C6.R                 | M     | 326    |
| 23                                                                    | LMGTE Pro   | 73 | Corvette Racing           | Antonio García Jan Magnussen Jordan Taylor           | Chevrolet 5.5 L V8                      | M     | 326    |
| 24                                                                    | LMP2        | 45 | Boutsen Ginion Racing     | Bastien Brière Shinji Nakano Jens Petersen           | Oreca 03                                | D     | 325    |
| 24                                                                    | LMP2        | 45 | Boutsen Ginion Racing     | Bastien Brière Shinji Nakano Jens Petersen           | Nissan VK45DE 4.5 L V8                  | D     | 325    |
| 25                                                                    | LMGTE Am    | 57 | Krohn Racing              | Tracy Krohn Niclas Jönsson Michele Rugolo            | Ferrari 458 Italia GT2                  | D     | 323    |
| 25                                                                    | LMGTE Am    | 57 | Krohn Racing              | Tracy Krohn Niclas Jönsson Michele Rugolo            | Ferrari 4.5 L V8                        | D     | 323    |
| 26                                                                    | LMP2        | 40 | Race Performance          | Michel Frey Jonathan Hirschi Ralph Meichtry          | Oreca 03                                | D     | 320    |
| 26                                                                    | LMP2        | 40 | Race Performance          | Michel Frey Jonathan Hirschi Ralph Meichtry          | Judd HK 3.6 L V8                        | D     | 320    |
| 27                                                                    | LMGTE Am    | 79 | Flying Lizard Motorsports | Seth Neiman Spencer Pumpelly Patrick Pilet           | Porsche 997 GT3-RSR                     | M     | 313    |
| 27                                                                    | LMGTE Am    | 79 | Flying Lizard Motorsports | Seth Neiman Spencer Pumpelly Patrick Pilet           | Porsche 4.0 L Flat-6                    | M     | 313    |
| 28                                                                    | LMGTE Am    | 70 | Larbre Compétition        | Christophe Bourret Pascal Gibon Jean-Philippe Belloc | Chevrolet Corvette C6.R                 | M     | 309    |
| 28                                                                    | LMGTE Am    | 70 | Larbre Compétition        | Christophe Bourret Pascal Gibon Jean-Philippe Belloc | Chevrolet 5.5 L V8                      | M     | 309    |
| 29                                                                    | LMP2        | 43 | Extrême Limite ARIC       | Fabien Rosier Phillipe Haezebrouck Philippe Thirion  | Norma MP2000                            | D     | 308    |
| 29                                                                    | LMP2        | 43 | Extrême Limite ARIC       | Fabien Rosier Phillipe Haezebrouck Philippe Thirion  | Judd HK 3.6 L V8                        | D     | 308    |
| 30                                                                    | LMP1        | 21 | Strakka Racing            | Nick Leventis Jonny Kane Danny Watts                 | HPD ARX-03a                             | M     | 303    |
| 30                                                                    | LMP1        | 21 | Strakka Racing            | Nick Leventis Jonny Kane Danny Watts                 | Honda LM-V8 3.4 L V8                    | M     | 303    |
| 31                                                                    | LMGTE Am    | 61 | AF Corse-Waltrip          | Robert Kauffman Brian Vickers Rui Águas              | Ferrari 458 Italia GT2                  | M     | 294    |
| 31                                                                    | LMGTE Am    | 61 | AF Corse-Waltrip          | Robert Kauffman Brian Vickers Rui Águas              | Ferrari 4.5 L V8                        | M     | 294    |
| 32                                                                    | LMGTE Am    | 83 | JMB Racing                | Manuel Rodrigues Philippe Illiano Alain Ferté        | Ferrari 458 Italia GT2                  | M     | 292    |
| 32                                                                    | LMGTE Am    | 83 | JMB Racing                | Manuel Rodrigues Philippe Illiano Alain Ferté        | Ferrari 4.5 L V8                        | M     | 292    |
| 33                                                                    | LMGTE Am    | 55 | JWA-Avila                 | Paul Daniels Joël Camathias Markus Palttala          | Porsche 997 GT3-RSR                     | P     | 290    |
| 33                                                                    | LMGTE Am    | 55 | JWA-Avila                 | Paul Daniels Joël Camathias Markus Palttala          | Porsche 4.0 L Flat-6                    | P     | 290    |
| Não classificado (NC) - Menos que 70% do total de voltas (264 voltas) |             |    |                           |                                                      |                                         |       |        |
| 34                                                                    | LMGTE Pro   | 74 | Corvette Racing           | Oliver Gavin Richard Westbrook Tommy Milner          | Chevrolet Corvette C6.R                 | M     | 215    |
| 34                                                                    | LMGTE Pro   | 74 | Corvette Racing           | Oliver Gavin Richard Westbrook Tommy Milner          | Chevrolet 5.5 L V8                      | M     | 215    |
| 35                                                                    | LMP1        | 17 | Pescarolo Team            | Nicolas Minassian Sébastien Bourdais Seiji Ara       | Dome S102.5                             | M     | 203    |
| 35                                                                    | LMP1        | 17 | Pescarolo Team            | Nicolas Minassian Sébastien Bourdais Seiji Ara       | Judd DB 3.4 L V8                        | M     | 203    |
| Não terminaram a corrida (DNF)                                        |             |    |                           |                                                      |                                         |       |        |
| 36                                                                    | LMP2        | 38 | Jota                      | Sam Hancock Simon Dolan Haruki Kurosawa              | Zytek Z11SN                             | D     | 271    |
| 36                                                                    | LMP2        | 38 | Jota                      | Sam Hancock Simon Dolan Haruki Kurosawa              | Nissan VK45DE 4.5 L V8                  | D     | 271    |
| 37                                                                    | LMP2        | 33 | Level 5 Motorsports       | Scott Tucker Christophe Bouchut Luis Díaz            | HPD ARX-03b                             | D     | 240    |
| 37                                                                    | LMP2        | 33 | Level 5 Motorsports       | Scott Tucker Christophe Bouchut Luis Díaz            | Honda HR28TT 2.8 L Turbo V6             | D     | 240    |
| 38                                                                    | LMP2        | 30 | Status Grand Prix         | Alexander Sims Yelmer Buurman Romain Iannetta        | Lola B12/80                             | D     | 239    |
| 38                                                                    | LMP2        | 30 | Status Grand Prix         | Alexander Sims Yelmer Buurman Romain Iannetta        | Judd HK 3.6 L V8                        | D     | 239    |
| 39                                                                    | LMGTE Am    | 88 | Team Felbermayr-Proton    | Christian Ried Gianluca Roda Paolo Ruberti           | Porsche 997 GT3-RSR                     | M     | 222    |
| 39                                                                    | LMGTE Am    | 88 | Team Felbermayr-Proton    | Christian Ried Gianluca Roda Paolo Ruberti           | Porsche 4.0 L Flat-6                    | M     | 222    |
| 40                                                                    | LMP1        | 15 | OAK Racing                | Franck Montagny Dominik Kraihamer Bertrand Baguette  | OAK Pescarolo 01                        | D     | 219    |
| 40                                                                    | LMP1        | 15 | OAK Racing                | Franck Montagny Dominik Kraihamer Bertrand Baguette  | Judd DB 3.4 L V8                        | D     | 219    |
| 41                                                                    | LMGTE Pro   | 66 | JMW Motorsport            | Jonny Cocker James Walker Roger Wills                | Ferrari 458 Italia GT2                  | D     | 204    |
| 41                                                                    | LMGTE Pro   | 66 | JMW Motorsport            | Jonny Cocker James Walker Roger Wills                | Ferrari 4.5 L V8                        | D     | 204    |
| 42                                                                    | LMP2        | 48 | Murphy Prototypes         | Jody Firth Warren Hughes Brendon Hartley             | Oreca 03                                | D     | 196    |
| 42                                                                    | LMP2        | 48 | Murphy Prototypes         | Jody Firth Warren Hughes Brendon Hartley             | Nissan VK45DE 4.5 L V8                  | D     | 196    |
| 43                                                                    | LMGTE Pro   | 77 | Team Felbermayr-Proton    | Richard Lietz Marc Lieb Wolf Henzler                 | Porsche 997 GT3-RSR                     | M     | 185    |
| 43                                                                    | LMGTE Pro   | 77 | Team Felbermayr-Proton    | Richard Lietz Marc Lieb Wolf Henzler                 | Porsche 4.0 L Flat-6                    | M     | 185    |
| 44                                                                    | LMGTE Am    | 75 | Prospeed Competition      | Abdulaziz al Faisal Bret Curtis Sean Edwards         | Porsche 997 GT3-RSR                     | M     | 180    |
| 44                                                                    | LMGTE Am    | 75 | Prospeed Competition      | Abdulaziz al Faisal Bret Curtis Sean Edwards         | Porsche 4.0 L Flat-6                    | M     | 180    |
| 45                                                                    | LMP2        | 31 | Lotus                     | Thomas Holzer Mirco Schultis Luca Moro               | Lola B12/80                             | D     | 155    |
| 45                                                                    | LMP2        | 31 | Lotus                     | Thomas Holzer Mirco Schultis Luca Moro               | Lotus (Judd) 3.6 L V8                   | D     | 155    |
| 46                                                                    | LMGTE Am    | 58 | Luxury Racing             | Pierre Ehret Gunnar Jeannette Frankie Montecalvo     | Ferrari 458 Italia GT2                  | M     | 146    |
| 46                                                                    | LMGTE Am    | 58 | Luxury Racing             | Pierre Ehret Gunnar Jeannette Frankie Montecalvo     | Ferrari 4.5 L V8                        | M     | 146    |
| 47                                                                    | LMP2        | 24 | OAK Racing                | Jacques Nicolet Matthieu Lahaye Olivier Pla          | Morgan LMP2                             | D     | 139    |
| 47                                                                    | LMP2        | 24 | OAK Racing                | Jacques Nicolet Matthieu Lahaye Olivier Pla          | Judd HK 3.6 L V8                        | D     | 139    |
| 48                                                                    | LMP1        | 7  | Toyota Racing             | Alexander Wurz Kazuki Nakajima Nicolas Lapierre      | Toyota TS030 Hybrid                     | M     | 134    |
| 48                                                                    | LMP1        | 7  | Toyota Racing             | Alexander Wurz Kazuki Nakajima Nicolas Lapierre      | Toyota 3.4 L V8 (Hybrid)                | M     | 134    |
| 49                                                                    | LMGTE Pro   | 80 | Flying Lizard Motorsports | Jörg Bergmeister Marco Holzer Patrick Long           | Porsche 997 GT3-RSR                     | M     | 114    |
| 49                                                                    | LMGTE Pro   | 80 | Flying Lizard Motorsports | Jörg Bergmeister Marco Holzer Patrick Long           | Porsche 4.0 L Flat-6                    | M     | 114    |
| 50                                                                    | LMP2        | 28 | Gulf Racing Middle East   | Fabien Giroix Ludovic Badey Stefan Johansson         | Lola B12/80                             | D     | 92     |
| 50                                                                    | LMP2        | 28 | Gulf Racing Middle East   | Fabien Giroix Ludovic Badey Stefan Johansson         | Nissan VK45DE 4.5 L V8                  | D     | 92     |
| 51                                                                    | LMP1        | 8  | Toyota Racing             | Anthony Davidson Sébastien Buemi Stéphane Sarrazin   | Toyota TS030 Hybrid                     | M     | 82     |
| 51                                                                    | LMP1        | 8  | Toyota Racing             | Anthony Davidson Sébastien Buemi Stéphane Sarrazin   | Toyota 3.4 L V8 (Hybrid)                | M     | 82     |
| 52                                                                    | UNC         | 0  | Highcroft Racing          | Marino Franchitti Michael Krumm Satoshi Motoyama     | DeltaWing                               | M     | 75     |
| 52                                                                    | UNC         | 0  | Highcroft Racing          | Marino Franchitti Michael Krumm Satoshi Motoyama     | Nissan 1.6 L Turbo I4                   | M     | 75     |
| 53                                                                    | LMGTE Am    | 81 | AF Corse                  | Piergiuseppe Perazzini Niki Cadei Matt Griffin       | Ferrari 458 Italia GT2                  | M     | 70     |
| 53                                                                    | LMGTE Am    | 81 | AF Corse                  | Piergiuseppe Perazzini Niki Cadei Matt Griffin       | Ferrari 4.5 L V8                        | M     | 70     |
| 54                                                                    | LMGTE Am    | 99 | Aston Martin Racing       | Christoffer Nygaard Kristian Poulsen Allan Simonsen  | Aston Martin Vantage GTE                | M     | 31     |
| 54                                                                    | LMGTE Am    | 99 | Aston Martin Racing       | Christoffer Nygaard Kristian Poulsen Allan Simonsen  | Aston Martin 4.5 L V8                   | M     | 31     |
| 55                                                                    | LMP1        | 16 | Pescarolo Team            | Emmanuel Collard Stuart Hall                         | Pescarolo 03                            | M     | 20     |
| 55                                                                    | LMP1        | 16 | Pescarolo Team            | Emmanuel Collard Stuart Hall                         | Judd DB 3.4 L V8                        | M     | 20     |
| 56                                                                    | LMP2        | 29 | Gulf Racing Middle East   | Keiko Ihara Jean-Denis Délétraz Marc Rostan          | Lola B12/80                             | D     | 17     |
| 56                                                                    | LMP2        | 29 | Gulf Racing Middle East   | Keiko Ihara Jean-Denis Délétraz Marc Rostan          | Nissan VK45DE 4.5 L V8                  | D     | 17     |